# Serécourt
Serécourt település Franciaországban, Vosges megyében. Lakosainak száma 100 fő (2022. január 1.). Serécourt Isches, Lamarche, Morizécourt és Tignécourt községekkel határos.

## Népesség
A település népessége az elmúlt években az alábbi módon változott:
| Lakosok száma | 125  | 105  | 106  | 100  | 99   | 98   | 98   | 99   | 100  |
|               | 2013 | 2015 | 2016 | 2017 | 2018 | 2019 | 2020 | 2021 | 2022 |